# 慧眼
慧眼，佛教用語，為五眼之一，是不受無明障礙，如實知見的能力。

## 各派見解

### 分別說部
《舍利弗阿毘曇論》中，以聞、思、修三慧，為慧眼。由慧眼可得正見。

### 瑜伽行派
在《瑜伽師地論》中，註解《雜阿含經》〈351經〉，認為有學聖人，雖能夠以慧眼如實知見，了解涅槃寂靜，但是其本身尚未得現證。得阿羅漢果之後，證法眼。